# Dactylorhiza aristata
Dactylorhiza aristata es una especie de orquídea terrestre natural del este de China hasta Alaska.

## Descripción
Es una planta de pequeño tamaño, que prefiere el clima frío y que florece en la primavera. Presenta una inflorescencia de 25 a 40 cm de largo.

## Distribución
Se distribuye en Siberia oriental, Islas Aleutianas, Alaska, Japón, Corea y China.

## Sinonimia
- Orchis aristata Fisch. ex Lindl. (1835) (Basionymum)
- Orchis latifolia var. beeringiana Cham. (1828)
- Orchis beeringiana (Cham.) Kudô (1922)
- Orchis aristata var. immaculata Makino (1932)
- Orchis aristata var. maculata Makino (1932)
- Orchis aristata var. perbracteata Lepage (1952)
- Dactylorhiza aristata var. kodiakensis Luer & G.M. Luer (1972)
- Dactylorhiza aristata f. perbracteata (Lepage) Catling (1982)
- Dactylorhiza aristata f. alba P.M.Br. (1995)
- Dactylorhiza aristata f. rosea P.M.Br. (1995)[1]